# Les Vers à soie du printemps

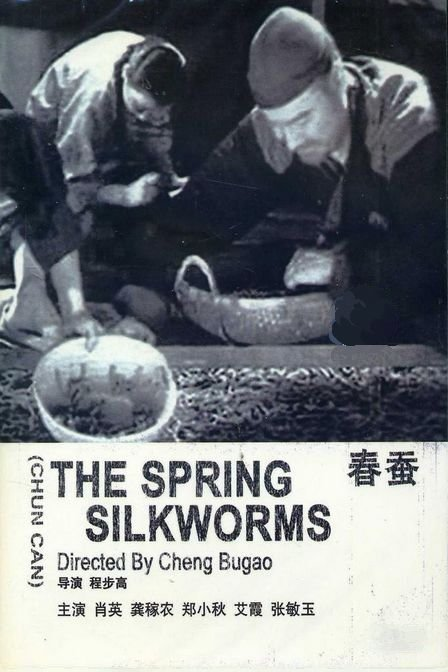
Affiche du film.

Les Vers à soie du printemps (titre chinois: 春蠶; pinyin: Chūncán) est un film chinois réalisé par Cheng Bugao (en), sorti en 1933.

## Synopsis
Le film raconte l'histoire d'une famille pauvre de cultivateurs de soie de la province du Zhejiang, confrontée à la misère et au dénuement lorsque sa récolte de cocons de vers à soie disparaît. Le film critique non seulement les conditions difficiles du marché qui ont plongé la famille dans la pauvreté, mais aussi ses propres superstitions, conflits internes et égoïsme.

## Fiche technique
- Réalisation :Cheng Bugao (en)
- Scénario : Xia Yan d'après une histoire de Mao Dun
- Production : Mingxing Film Company
- Genre : Drame[1]
- Type : muet avec intertitres en chinois
- Durée : 94 minutes (à 25 images par seconde)

## Distribution
- Gong Jianong (龚建农) : Tong Bao (佟保)
- Yan Yuexian (严月娴) : Lotus
- Xiao Ying (肖影) : la femme de Ah San
- Ai Xia (艾霞)
- Gao Qianping (高潜平)
- Zheng Xiaoqiu (郑小秋)
- Wang Zhengxin (王正心)
- Gu Meijun (顾梅君)
- Zhang Minyu (张敏玉)